# Sarcophaga batissa
Sarcophaga batissa är en tvåvingeart som beskrevs av Charles Howard Curran 1934. Sarcophaga batissa ingår i släktet Sarcophaga och familjen köttflugor.
Artens utbredningsområde är Kongo. Inga underarter finns listade i Catalogue of Life.